# Superbuit Local Septentrional
El Superbuit Local Septentrional és una regió d'espacial buida de grups rics de galàxies, coneguda com a buit. És el superbuit més proper i és localitzat entre el supercúmul de la Verge (Local), Coma i el supercúmul d'Hèrcules.
Al cel s'hi troba entre les constel·lacions del Bover, Verge i Serpens Caput. Conté unes quantes galàxies petites (principalment espirals) i grups de galàxies, però és principalment buit. Les tènues galàxies d'aquest buit divideixen la regió en buits més petits, que són de 3 a 10 vegades més petits que els superbuits. El centre està situat a 61 Mpc de distància aproximadament (15h, + 15 °) i té 104 Mpc de diàmetre per la seva amplada més estreta.